# الجمل جانسون
الجمل جانسون (انگلیسی: Jemal Johnson؛ زادهٔ ۳ مهٔ ۱۹۸۵) یک بازیکن فوتبال است.